# Batalla de Zitácuaro
La batalla de Zitácuaro se libró el 2 de enero de 1812 al rededor de las 11 de la mañana, en Zitácuaro, Michoacán. Las tropas realistas eran dirigidas por Félix María Calleja y el ejército insurgente por Ignacio López Rayón. El virrey Francisco Xavier Venegas ordenó la toma de Zitácuaro pues ahí se situaba la Suprema Junta Nacional Gubernativa, órgano director de la insurgencia. Durante la batalla, Ramón López Rayón perdió un ojo. Tras varias horas de combate, finalmente la ciudad cayó en manos de los realistas, poniendo en fuga a la Suprema Junta Nacional Gubernativa hacia Tlalchapa y Sultepec.

## Contexto
El virrey de la Nueva España, Francisco Javier Venegas, ordenó retomar la ciudad de Heroica Zitácuaro por ser sede contemporánea del Cabildo de Zitácuaro, sede de la dirección de toda la insurgencia contra la Corona española.

## La batalla
Los dos ejércitos se enfrentaron en la ciudad de Zitácuaro y sus alrededores el 2 de enero de 1812 cerca de las 11 de la mañana. Durante la batalla, Ramón López Rayón, hermano menor del comandante supremo insurgente, Ignacio López Rayón, perdió un ojo. Después de muchas horas de batalla, la ciudad finalmente cayó ante las fuerzas españolas a pesar de la superioridad numérica de las fuerzas rebeldes.

## Secuelas
A raíz de la derrota rebelde en Zitácuaro, los miembros del Consejo de Zitácuaro fueron obligados a huir de la ciudad y se trasladaron a las localidades de Tlalchapa y Sultepec.